# ریو فریو (تگزاس)
ریو فریو (به انگلیسی: Rio Frio) یک منطقهٔ مسکونی در ایالات متحده آمریکا است که در شهرستان رئال، تگزاس واقع شده‌است. ریو فریو ۴۵۲٫۰۲ متر بالاتر از سطح دریا واقع شده‌است.